# Technische Regeln für Gefahrstoffe
Technische Regeln für Gefahrstoffe (TRGS) gehören zu den bundesdeutschen Technischen Regeln für den gewerblichen Arbeits- und Gesundheitsschutz. Sie sollen den aktuellen Stand der Technik, aktuelle Informationen zur Arbeitsmedizin und Arbeitshygiene sowie sonstige gesicherte wissenschaftliche Erkenntnisse für Tätigkeiten mit Gefahrstoffen, einschließlich deren Einstufung und Kennzeichnung, wiedergeben. Sie werden in den Unterausschüssen des Ausschusses für Gefahrstoffe (AGS) erstellt und angepasst und vom AGS beschlossen. Veröffentlicht werden die Technischen Regeln für Gefahrstoffe durch die Bundesanstalt für Arbeitsschutz und Arbeitsmedizin (BAuA) im Gemeinsamen Ministerialblatt. Ergänzt werden die Technischen Regeln für Gefahrstoffe durch die TRGS-Reihe 900, in der Arbeitsplatzgrenzwerte, Einstufungen und weitere Beschlüsse des AGS aufgeführt werden.
Zwecks Gefährdungsbeurteilung haben Arbeitgeber bei Tätigkeiten mit Gefahrstoffen zu überprüfen, ob Tätigkeiten den Vorgaben der TRGS entsprechen, ein entsprechendes Schutzniveau gewährleistet ist oder wie die Vorgaben der TRGS erreicht werden können.

## Gliederung
| 001 – 099 Allgemeines, Aufbau und Beachtung                                     | |
| 001                                                                             | Das Technische Regelwerk zur Gefahrstoffverordnung – Allgemeines – Aufbau – Übersicht – Beachtung der Technischen Regeln für Gefahrstoffe                                                     |
| 002                                                                             | Übersicht über den Stand der Technischen Regeln für Gefahrstoffe (aufgehoben 2006) |
| 003                                                                             | Allgemein anerkannte sicherheitstechnische, arbeitsmedizinische und hygienische Regeln (aufgehoben 1998)                                                                                      |
| 100 – 199 Begriffsbestimmungen                                                  | |
| 101                                                                             | Begriffsbestimmungen (aufgehoben 2007) |
| 102                                                                             | Technische Richtkonzentration (TRK) für gefährliche Stoffe (aufgehoben 2006) |
| 150                                                                             | Unmittelbarer Hautkontakt mit Gefahrstoffen, die durch die Haut resorbiert werden können – Hautresorbierende Gefahrstoffe (aufgehoben 2006)                                                   |
| 200 – 299 Inverkehrbringen von Stoffen, Zubereitungen und Erzeugnissen          | |
| 200                                                                             | Einstufung und Kennzeichnung von Stoffen, Zubereitungen und Erzeugnissen (aufgehoben 2017) |
| 201                                                                             | Einstufung und Kennzeichnung bei Tätigkeiten mit Gefahrstoffen |
| 220                                                                             | Sicherheitsdatenblatt (aufgehoben 2007) |
| 220                                                                             | Nationale Aspekte beim Erstellen von Sicherheitsdatenblättern |
| 222                                                                             | Verzeichnis der Gefahrstoffe „Gefahrstoffverzeichnis“ (aufgehoben 1999) |
| 300 – 399 Arbeitsmedizinische Vorsorge                                          | |
| 300                                                                             | Sicherheitstechnik (aufgehoben 2009) |
| 400 – 499 Gefährdungsbeurteilung                                                | |
| 400                                                                             | Gefährdungsbeurteilung für Tätigkeiten mit Gefahrstoffen |
| 401                                                                             | Gefährdung durch Hautkontakt Ermittlung – Beurteilung – Maßnahmen |
| 402                                                                             | Ermitteln und Beurteilen der Gefährdungen bei Tätigkeiten mit Gefahrstoffen: Inhalative Exposition                                                                                            |
| 403                                                                             | Bewertung von Stoffgemischen in der Luft am Arbeitsplatz (aufgehoben 2008) |
| 404                                                                             | Bewertung von Kohlenwasserstoffdämpfen in der Luft am Arbeitsplatz (nur Kohlenstoff- und Wasserstoffhaltig) (aufgehoben 1997)                                                                 |
| 406                                                                             | Sensibilisierende Stoffe für die Atemwege |
| 407                                                                             | Tätigkeiten mit Gasen – Gefährdungsbeurteilung |
| 410                                                                             | Expositionsverzeichnis bei Gefährdung gegenüber krebserzeugenden oder keimzellmutagenen Gefahrstoffen der Kategorien 1A oder 1B                                                               |
| 420                                                                             | Verfahrens- und stoffspezifische Kriterien (VSK) für die Ermittlung und Beurteilung der inhalativen Exposition                                                                                |
| 430                                                                             | Isocyanate – Gefährdungsbeurteilung und Schutzmaßnahmen |
| 440                                                                             | Ermitteln und Beurteilen der Gefährdungen durch Gefahrstoffe am Arbeitsplatz: Ermitteln von Gefahrstoffen und Methoden zur Ersatzstoffprüfung (aufgehoben 2008)                               |
| 450                                                                             | Umgang mit Gefahrstoffen im Schulbereich (aufgehoben 1998) |
| 451                                                                             | Umgang mit Gefahrstoffen im Hochschulbereich (aufgehoben 1999) |
| 460                                                                             | Vorgehensweise zur Ermittlung des Standes der Technik |
| 500 – 599 Schutzmaßnahmen bei Tätigkeiten mit Gefahrstoffen                     | |
| 500                                                                             | Schutzmaßnahmen beim Umgang mit krebserzeugenden Gefahrstoffen, die nicht in Anhang II der GefStoffV aufgeführt sind (aufgehoben 1994)                                                        |
| 500                                                                             | Schutzmaßnahmen |
| 503                                                                             | Strahlmittel (aufgehoben 1995) |
| 504                                                                             | Tätigkeiten mit Exposition gegenüber A- und E-Staub (aufgehoben 2019) |
| 505                                                                             | Blei |
| 507                                                                             | Oberflächenbehandlung in Räumen und Behältern |
| 509                                                                             | Lagern von flüssigen und festen Gefahrstoffen in ortsfesten Behältern sowie Füll- und Entleerstellen für ortsbewegliche Behälter                                                              |
| 510                                                                             | Lagerung von Gefahrstoffen in ortsbeweglichen Behältern |
| 511                                                                             | Ammoniumnitrat |
| 512                                                                             | Begasungen |
| 513                                                                             | Tätigkeiten an Sterilisatoren mit Ethylenoxid und Formaldehyd |
| 514                                                                             | Lagern sehr giftiger und giftiger Stoffe in Verpackungen und ortsbeweglichen Behältern (aufgehoben 2010)                                                                                      |
| 515                                                                             | Lagern brandfördernder Stoffe in Verpackungen und ortsbeweglichen Behältern (aufgehoben 2010)                                                                                                 |
| 516                                                                             | Antifouling-Farben (aufgehoben 2006) |
| 517                                                                             | Asbest – Herstellen und Verwenden (aufgehoben 1995) |
| 517                                                                             | Tätigkeiten mit potenziell asbesthaltigen mineralischen Rohstoffen und daraus hergestellten Gemischen und Erzeugnissen                                                                        |
| 518                                                                             | Elektroisolierflüssigkeiten, die mit PCDD oder PCDF verunreinigt sind (aufgehoben 2006) |
| 519                                                                             | Asbest: Abbruch-, Sanierungs- oder Instandhaltungsarbeiten |
| 520                                                                             | Errichtung und Betrieb von Sammelstellen und Zwischenlagern für Kleinmengen gefährlicher Abfälle                                                                                              |
| 521                                                                             | Abbruch-, Sanierungs- und Instandhaltungsarbeiten mit alter Mineralwolle |
| 522                                                                             | Raumdesinfektion mit Formaldehyd |
| 523                                                                             | Schädlingsbekämpfung mit sehr giftigen, giftigen und gesundheitsschädlichen Stoffen und Zubereitungen                                                                                         |
| 524                                                                             | Schutzmaßnahmen bei Tätigkeiten in kontaminierten Bereichen |
| 525                                                                             | Gefahrstoffe in Einrichtungen der medizinischen Versorgung |
| 526                                                                             | Laboratorien |
| 527                                                                             | Tätigkeiten mit Nanomaterialien |
| 528                                                                             | Schweißtechnische Arbeiten |
| 529                                                                             | Tätigkeiten bei der Herstellung von Biogas |
| 530                                                                             | Friseurhandwerk |
| 531                                                                             | Feuchtarbeit (aufgehoben 2006) |
| 540                                                                             | Sensibilisierende Stoffe (aufgehoben 2008) |
| 551                                                                             | Teer und andere Pyrolyseprodukte aus organischem Material |
| 552                                                                             | Krebserzeugende N-Nitrosamine der Kat 1A und 1B |
| 553                                                                             | Holzstaub |
| 554                                                                             | Abgase von Dieselmotoren |
| 555                                                                             | Betriebsanweisung und Information der Beschäftigten |
| 557                                                                             | Dioxine |
| 558                                                                             | Tätigkeiten mit Hochtemperaturwolle |
| 559                                                                             | Quarzhaltiger Staub |
| 560                                                                             | Luftrückführung bei Tätigkeiten mit krebserzeugenden, erbgutverändernden und fruchtbarkeitsgefährdenden Stäuben                                                                               |
| 561                                                                             | Tätigkeiten mit krebserzeugenden Metallen und ihren Verbindungen |
| 600 – 699 Ersatzstoffe und Ersatzverfahren                                      | |
| 600                                                                             | Substitution |
| 601                                                                             | Ersatzstoffe für Asbest (aufgehoben 1994) |
| 602                                                                             | Ersatzstoffe und Verwendungsbeschränkungen – Zinkchromate und Strontiumchromat als Pigmente für Korrosionsschutz – Beschichtungsstoffe (aufgehoben 2022)                                      |
| 603                                                                             | Benzidin – Ersatzstoffe und Verwendungsbeschränkungen (aufgehoben 1994) |
| 604                                                                             | 4-Nitrodiphyenyl – Ersatzstoffe und Verwendungsbeschränkungen (aufgehoben 1994) |
| 605                                                                             | 4-Aminodiphenyl – Ersatzstoffe und Verwendungsbeschränkungen (aufgehoben 1994) |
| 606                                                                             | 2-Naphthylamin – Ersatzstoffe und Verwendungsbeschränkungen (aufgehoben 1994) |
| 607                                                                             | Formaldehyd – Ersatzstoffe und Verwendungsbeschränkungen (aufgehoben 1994) |
| 608                                                                             | Ersatzstoffe, Ersatzverfahren und Verwendungsbeschränkungen für Hydrazin in Wasser- und Dampfsystemen                                                                                         |
| 609                                                                             | Ersatzstoffe, Ersatzverfahren und Verwendungsbeschränkungen für Methyl- und Ethylglykol sowie deren Acetate (aufgehoben 2022)                                                                 |
| 610                                                                             | Ersatzstoffe und Ersatzverfahren für stark lösemittelhaltige Vorstriche und Klebstoffe für den Bodenbereich                                                                                   |
| 611                                                                             | Verwendungsbeschränkungen für wassermischbare bzw. wassergemischte Kühlschmierstoffe, bei deren Einsatz N-Nitrosamine auftreten können                                                        |
| 612                                                                             | Ersatzstoffe, Ersatzverfahren und Verwendungsbeschränkungen für dichlormethanhaltige Abbeizmitteln (aufgehoben 2013)                                                                          |
| 613                                                                             | Ersatzstoffe, Ersatzverfahren und Verwendungsbeschränkungen für chromathaltige Zemente und chromathaltige zementhaltige Zubereitungen (aufgehoben 2006)                                       |
| 614                                                                             | Verwendungsbeschränkungen für Azofarbstoffe, die in krebserzeugende aromatische Amine gespalten werden können                                                                                 |
| 615                                                                             | Verwendungsbeschränkungen für Korrosionsschutzmittel, bei deren Einsatz N-Nitrosamine auftreten können                                                                                        |
| 616                                                                             | Ersatzstoffe, Ersatzverfahren und Verwendungsbeschränkungen für polychlorierte Biphenyle (PCB) (aufgehoben 2006)                                                                              |
| 617                                                                             | Ersatzstoffe für stark lösemittelhaltige Oberflächenbehandlungsmittel für Parkett und andere Holzfußböden                                                                                     |
| 618                                                                             | Ersatzstoffe und Verwendungsbeschränkungen für Chrom(VI)-haltige Holzschutzmittel (aufgehoben 2022)                                                                                           |
| 619                                                                             | Substitution für Produkte aus Aluminiumsilikatwolle |
| 700 – 899 Brand- und Explosionsschutz                                           | |
| 710                                                                             | Biomonitoring (aufgehoben 2012) |
| 720                                                                             | Gefährliche explosionsfähige Gemische – Allgemeines |
| 721                                                                             | Gefährliche explosionsfähige Gemische – Beurteilung der Explosionsgefährdung |
| 722                                                                             | Vermeidung oder Einschränkung gefährlicher explosionsfähiger Gemische |
| 723                                                                             | Gefährliche explosionsfähige Gemische – Vermeidung der Entzündung gefährlicher explosionsfähiger Gemische                                                                                     |
| 724                                                                             | Gefährliche explosionsfähige Gemische – Maßnahmen des konstruktiven Explosionsschutzes, welche die Auswirkung einer Explosion auf ein unbedenkliches Maß beschränken                          |
| 725                                                                             | Gefährliche explosionsfähige Atmosphäre – Mess-, Steuer- und Regeleinrichtungen im Rahmen von Explosionsschutzmaßnahmen                                                                       |
| 727                                                                             | Vermeidung von Zündgefahren infolge elektrostatischer Aufladungen |
| 741                                                                             | Organische Peroxide |
| 745                                                                             | Ortsbewegliche Druckgasbehälter – Füllen, Bereithalten, innerbetriebliche Beförderung, Entleeren                                                                                              |
| 746                                                                             | Ortsfeste Druckanlagen für Gase |
| 751                                                                             | Vermeidung von Brand-, Explosions- und Druckgefährdungen an Tankstellen und Gasfüllanlagen zur Befüllung von Landfahrzeugen                                                                   |
| 800                                                                             | Brandschutzmaßnahmen |
| 900 – 999 Grenzwerte, Einstufungen, Begründungen und weitere Beschlüsse des AGS | |
| 900                                                                             | Arbeitsplatzgrenzwerte |
| 901                                                                             | Begründungen und Erläuterungen zu Grenzwerten in der Luft am Arbeitsplatz (aufgehoben 2010)                                                                                                   |
| 903                                                                             | Biologische Grenzwerte (BGW) |
| 905                                                                             | Verzeichnis krebserzeugender, keimzellmutagener oder reproduktionstoxischer Stoffe |
| 906                                                                             | Begründungen zur Bewertung von Stoffen der TRGS 905 (aufgehoben 2001) |
| 906                                                                             | Verzeichnis krebserzeugender Tätigkeiten oder Verfahren nach § 3 Abs. 2 Nr. 3 GefStoffV |
| 907                                                                             | Verzeichnis sensibilisierender Stoffe und von Tätigkeiten mit sensibilisierenden Stoffen |
| 908                                                                             | Begründungen zur Bewertung von Stoffen der TRGS 907 (aufgehoben 2001) |
| 910                                                                             | Begründungen für die Einstufung der krebserzeugenden Gefahrstoffe in die Gruppen I, II oder III der Liste des Anhanges II Nr. 1.1 Gefahrstoffverordnung (aufgehoben 2001)                     |
| 910                                                                             | Risikobezogenes Maßnahmenkonzept für Tätigkeiten mit krebserzeugenden Gefahrstoffen |
| 953                                                                             | Empfehlung zur Erteilung von Ausnahmegenehmigungen für den Umgang mit Styrol (aufgehoben 1996)                                                                                                |
| 954                                                                             | Empfehlungen zur Erteilung von Ausnahmegenehmigungen von § 15a Abs. 1 GefStoffV für den Umgang mit asbesthaltigen mineralischen Rohstoffen und Erzeugnissen in Steinbrüchen (aufgehoben 2007) |